# Glycoprotéine

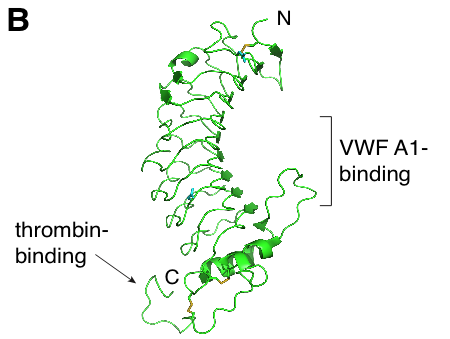
Structure d'une glycoprotéine

Une glycoprotéine est une protéine portant un ou plusieurs groupements oligosides. C'est un hétéroside ou substance née de la condensation d'un sucre et d'une substance non glycidique, composé de plusieurs oses différents et dont le premier motif glucidique est fixé de façon covalente à la chaine polypeptidique.
Une glycoprotéine est synthétisée par la glycosylation d’une protéine, qui peut être de trois types (N-glycosylation, C-glycosylation et O-glycosylation) selon l’acide aminé utilisé, asparagine (NH2), tryptophane (en C2), sérine ou thréonine (OH). Les glycophorines sont, parmi bien d'autres, un exemple de glycoprotéines.
Les glycoprotéines ne renferment pas d'acide uronique, ni des esters sulfates dans leur structure.
La fraction glucidique peut représenter 5 à 40 % de la molécule.

## Définition
Une glycoprotéine est une protéine portant un ou plusieurs groupements oligosides.

## Exemples de glycoprotéines

### Fibronectine
Glycoprotéine composée de 2 sous-unités protéiques reliées par une paire de ponts disulfure à leur extrémité C-terminale. Elle est par conséquent dimérique.
Elle possède différents motifs de liaison : 
- aux protéoglycanes ;
- aux intégrines (via leur séquence RGD) ;
- au collagène.

### Laminine
Glycoprotéine de la membrane basale, molécule flexible de 3 chaînes comportant plusieurs domaines :
- 2 chaînes bêta :
  - bêta 1 : site de fixation des cellules et du collagène IV (voir (en) Type IV collagen),
  - bêta 2 : site de fixation du collagène IV ;
- 1 chaîne alpha qui fixe les protéoglycanes, les stéroïdes et des récepteurs de la membrane plasmique comme les intégrines et les dystroglycanes.

Elle constitue un support de liaison de plusieurs composants de la matrice, les organise en réseau et régule l'adhérence cellule-matrice.

### Anticorps
Glycoprotéine complexe utilisée par le système immunitaire adaptatif pour détecter et neutraliser les agents pathogènes et sécrétés par les plasmocytes.

## Implication dans des processus biologiques
Les glycoprotéines sont impliquées dans différents processus biologiques.

### Inflammation

#### SélectineetIntégrine
Les sélectines sont des glycoprotéines qui se trouvent dans l’espace transmembranaire des leucocytes et des cellules endothéliales. Leur interaction retient les leucocytes sur un court temps pour permettre l’action des intégrines par la suite. Les intégrines, également localisées sur les leucocytes et les cellules endothéliales, permettent l’adhésion cellulaire et l’enclenchement de la diapédèse. La diapédèse est l’événement qui permet le déplacement des leucocytes du sang jusqu’au site de l’inflammation.

### Fécondation
Les glycoprotéines sont importantes dans la fécondation, car elles permettent la liaison du spermatozoïde à l’ovocyte.

#### ZP3
La glycoprotéine ZP3, située sur la zone pellucide de l’ovocyte, est un récepteur qui lie le spermatozoïde. Cette interaction enclenche la réaction acrosomale et la libération d’enzymes qui permettent au spermatozoïde de traverser la zone pellucide.

#### PH-30
PH-30 est une protéine glycosylée, localisée sur la membrane plasmique de l’ovocyte, qui lie également le spermatozoïde. Leur interaction amène à l’introduction du spermatozoïde à l’intérieur de l’ovocyte.
Sans ces deux glycoprotéines, le spermatozoïde ne peut pas fertiliser l’ovocyte.

## Implication dans des maladies
Il existe plusieurs maladies qui sont causées par des défauts dans la production des glycoprotéines.

### Cancer
Il existe des cellules cancéreuses qui possèdent plusieurs types de glycoprotéines sur leur membrane. Il est connu que certaines de ces glycoprotéines sont directement impliquées dans la production de métastase.

### Défaut d’adhérence des leucocytes de type II
Cette maladie est représentée par l’absence de glycoprotéines fucosylés, qui sont des protéines ayant subi une fucosylation (type de glycosylation). Les sélectines, qui lient normalement ces glycoprotéines, ne peuvent pas interagir avec leur ligand. Elles ne peuvent donc pas permettre le déplacement des leucocytes à l’extérieur des vaisseaux sanguins, puis au site de l’inflammation.

### Hémoglobinurie paroxystique nocturne (PNH)
Dans cette maladie, il y a deux glycoprotéines mutées qui sont impliquées; le DAF et le CD59. Ces deux protéines, en temps normal, ont une action inhibitrice sur le système du complément. Ainsi, sans l’action des deux glycoprotéines, le système du complément peut agir sur les globules rouges et causer leur hémolyse.

### Arthrite rhumatoïde
La maladie arthrite rhumatoïde est représentée par de l’inflammation chronique au niveau des articulations. Cette inflammation est causée par la liaison anormale et abondante de la protéine de liaison du mannose (MBP) au immunoglobuline G (IgG). Dans ce cas-ci, le processus de glycosylation des immunoglobuline G (IgG) est anormal, ce qui provoque leur liaison aux MBP.